# Acrofobia

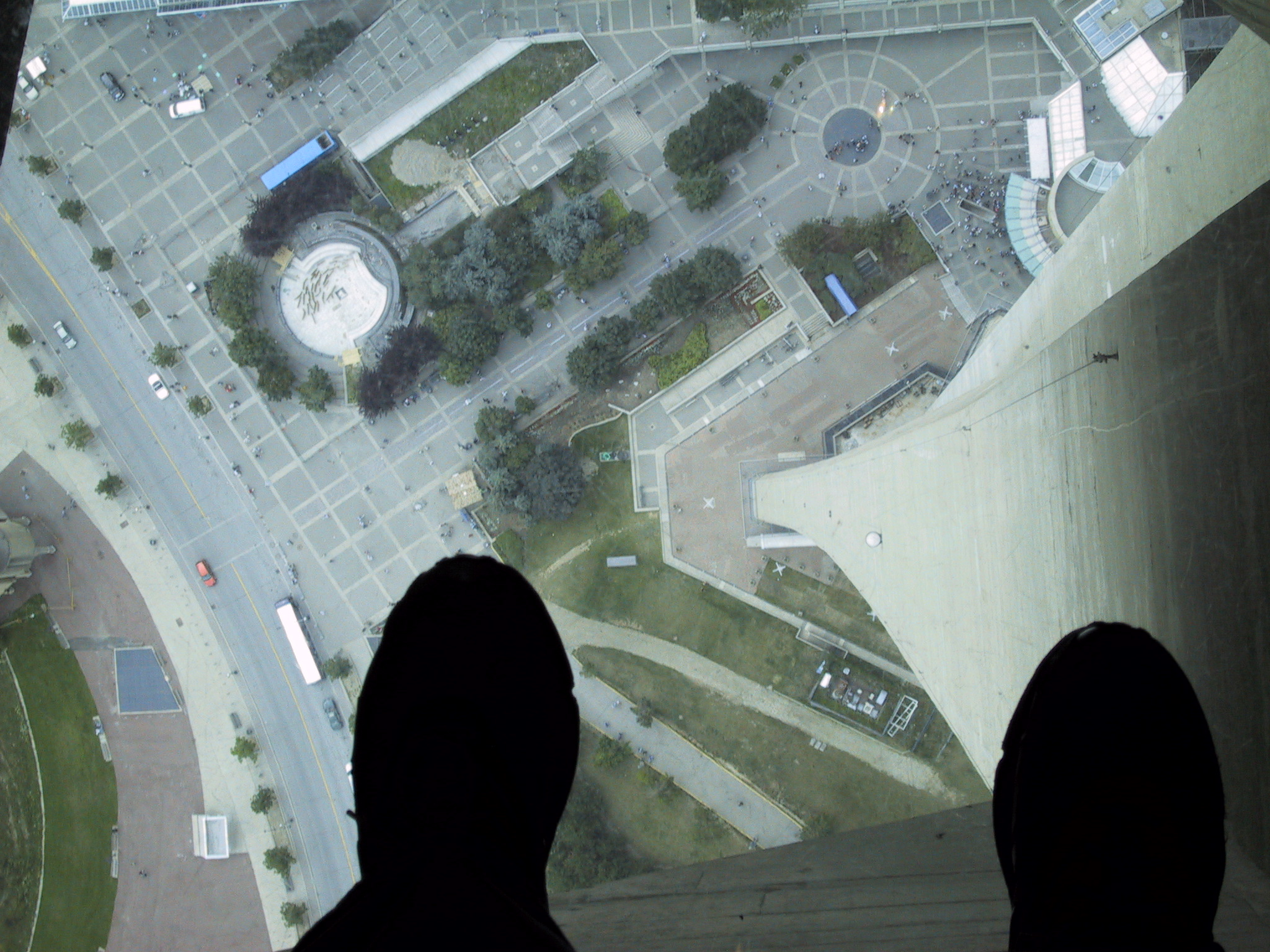
La vista desde el suelo de cristal de la Torre CN en Toronto puede producir acrofobia.

Se denomina acrofobia (del griego ἄκρος akros ‘alto’, ‘elevado’, y φόβος fobos ‘miedo’) —a veces mal denominado como vértigo— al miedo a las alturas. Puede experimentarse en una variedad de situaciones, como bajar escaleras, mirar por un balcón, cruzar puentes, asomarse a la ventana de un edificio, subir a un avión, o practicar deportes extremos, como lo serían la tirolesa, el paracaídas o el parapente. Al igual que otras fobias, la acrofobia genera fuertes niveles de ansiedad, miedo, desesperación, estrés y nerviosismo en los individuos que la padecen, lo que induce una conducta de evitación o alejamiento de este tipo de situaciones.
Muchas personas pueden sentirse ligeramente incómodas cuando están en lugares altos, y esta experiencia no se limita a los seres humanos, ya que otros mamíferos muestran molestia si llegan a cierta altura también. De hecho, se cree que el miedo a las alturas es innato, en tanto representa el temor a caernos y lastimarnos, no obstante, se vuelve una fobia cuando la ansiedad alcanza niveles intolerables e incontrolables, que perjudican la vida de la persona.

## Causas
Las principales teorías para explicar este fenómeno sugieren que al igual que todas las fobias, el miedo se convirtió en incontrolable después de un incidente traumático en la infancia temprana.

### Traumas
Se ha demostrado que ciertas experiencias traumáticas en la infancia, pueden ocasionar el miedo a las alturas, como caerse de un lugar elevado cuando se es niño/a, ver cómo alguien más se cae y sufre de dolor, o incluso escuchar en repetidas ocasiones que las alturas son peligrosas. La persona crecerá entonces con la creencia de que debe alejarse de cualquier lugar alto, ya que estos representan un riesgo para su vida.

### Alteraciones fisiológicas
Por otro lado, la acrofobia también puede ser producto de enfermedades como el vértigo o de alteraciones en el equilibrio. Dado que otros animales han demostrado que presentan algunos signos de miedo a las alturas, los investigadores están ahora proponiendo que el miedo puede tener algo que ver con nuestro sentido interno de las ondas de equilibrio. Esto sugeriría que la gente pueda ser capaz de superar el miedo al cerrar los ojos y confiar en el equilibrio natural de estabilizarse (oído interno). 
A su vez, el vértigo provoca una marcada sensación de inseguridad y miedo ante la posibilidad de una caída, que puede experimentarse incluso hasta por un tercero que podría llegar a caerse. Cuando alguien siente vértigo, se ve alterado su equilibrio y queda condicionado por una sensación de movimiento rotatorio que puede detectarse tanto en el propio organismo como en cualquier objeto que se encuentre a su alrededor.

## Síntomas
Los síntomas de la acrofobia son similares al de otras fobias, solo que aplicados a las situaciones propias de esta condición. 
- Ansiedad, miedo y nerviosismo cuando la persona se encuentra en un lugar alto, o tiene la expectativa de que debe dirigirse a uno.
- Pensamientos de daño o muerte.
- Pensamientos paranoides o catastróficos.
- Taquicardia.
- Dificultad para respirar.
- Dolor en pecho y estómago.
- Sudoración excesiva.
- Temblores, mareos y vómito,
- Desmayos.
- Ataques de pánico.
- Comportamientos evitativos o de alejamiento de lugares con una gran altura.

Para realizar el diagnóstico de esta fobia, la persona debe haber presentado los síntomas anteriores durante al menos 6 meses, de acuerdo a los criterios del DSM-V, al mismo tiempo que debe manifestar un profundo malestar, producto de este padecimiento.

## Tratamiento
El tratamiento más común para ésta, y en general para todas las fobias, es la terapia cognitivo-conductual, la cual utiliza técnicas como la "habituación", en la cual el terapeuta le enseña al paciente a controlar su miedo y ansiedad por medio de técnicas de relajación, y así enfrentar las situaciones estresantes. Al mismo tiempo que lo somete de forma gradual a las situaciones donde la fobia se presenta, para que el miedo vaya disminuyendo. Actualmente, muchos centros de atención psicológica recurren al uso de la realidad virtual para tratar la acrofobia, en un espacio seguro y eficaz, que estimule al paciente a vencer su miedo en un ambiente controlado. Asimismo, el terapeuta cognitivo-conductual puede utilizar técnicas como la reestructuración cognitiva, para modificar o extinguir los pensamientos y creencias relacionadas con el miedo a las alturas.